# Akame ga Kill!
Az Akame ga Kill! (アカメが斬る!; Akame ga kiru!) japán sónen mangasorozat, amelyet Takahiro (タカヒロ) írt és Tasiro Tecuja (田代 哲也) illusztrált. 2010 márciusától fut a Square Enix Gekkan Gangan Joker magazinjában. A Square Enix 15 tankóbon kötetbe gyűjtve adja ki a sorozatot, az utolsó kötet 2016 telén jelent meg. A sorozat központi szereplője Tatsumi, egy fiatal fiú, aki a birodalmi fővárosba utazik, hogy pénzt keresve segítse faluját, azonban hamar szembesül a hatalmas méreteket öltő korrupcióval. Tagja lesz a Night Raid nevű orgyilkosokból álló csoportnak, amely a Birodalom korrupt vezetése ellen harcol. Akame ga Kill! Zero címmel, Takahiro írásában és Toru Kei (戸流 ケイ) illusztrálásával, egy előzménytörténet is debütált a Gekkan Big Gangan magazinban 2013 októberében. Ez a Night Raid egyik tagja, a címszereplő Akame háttértörténetét mutatja be.
A fő mangasorozatból a White Fox gyártásában 24 részes animefeldolgozás is készült, amely 2014. július 7. és 2014. december 15. között futott Japánban a Tokyo MX, az MBS, a BS11 és az AT-X adókon. Az anime befejezése eltér a mangáétól.
Észak-Amerikában a manga angol nyelvű kiadási jogait a Yen Press szerezte meg és 2014 júniusától publikálta. Az animét a Sentai Filmworks licencelte, televízióban az Adult Swim Toonami műsorblokkjában tűzték műsorra.
A sorozat egyaránt kapott pozitív és negatív kritikát. A kritikusok a történetvezetés mellett az erőszak, illetve más felkavaró témák megjelenítését dicsérték, bírálták viszont a vígjátékelemek beemelését az előbbiek mellé és kritikát kaptak a szereplők, illetve a sorozat világa is.

## Cselekmény

A Night Raid tagjai a sorozat legeleje szerinti felállásban

A Jaegers tagjai

Tatsumi jól képzett harcos, aki két gyermekkori barátjával a birodalmi fővárosba tart, hogy ott pénzt keresve megsegíthesse nyomorgó faluját. Miután egy banditatámadás után szétválnak, Tatsumi a fővárosba érve sikertelenül próbál belépni a hadseregbe és még ki is csalják minden pénzét. Egy nemesi család fogadja be, azonban mikor a Night Raid (ナイトレイド; Naito Reidó; Hepburn: Naito Reidō) nevű orgyilkosokból álló csoport megtámadja őket, Tatsumi szembesül vele, hogy látszólagos jótevői később élvezetből megkínozták és megölték volna, ahogy tették a barátaival és még sok más áldozatukkal. Az események hatására Tatsumi csatlakozik a Night Raidhez, melynek tagjai Akame, a kardfogató, Leone, a bestiaharcos, Mine, a mesterlövész, Sheele, egy hatalmas, mindent átvágó ollót használó lány, Lubbock, a dróthasználó, Bulat, a páncélos harcos és a vezetőjük Najenda, a birodalmi hadsereg egykori tábornoka. A Night Raid a Forradalmi Hadsereg elit egysége, amely hadsereg azon lázadókat tömöríti, akik Honest miniszterelnök hatalmát akarják megdönteni, aki teljes befolyása alatt tartja a fiatal császárt, saját érdekeit képviselve, mit sem törődve a nemzet szegénységével, az országot sújtó viszállyal és korrupcióval.
A Night Raid tagjai kivétel nélkül a teigu (帝具) nevű fegyverek használói, melyeket 900 éve készítettek rendkívül ritka anyagokból, mint a veszélyes szörnyetegeknek (危険; kikensu; Hepburn: kikenshu) hívott legendás állatok egyes részei. A teiguk ereje olyan nagy, hogy úgy tartják, két teiguhasználó összecsapásakor az egyik fél biztosan életét veszti. Bár a Night Raid sikeresen likvidálja Honest néhány csatlósát, elveszti két tagját, Sheele-t és Bulatot, a fővárosi helyőrség egyik tagjával, Seryuval, illetve a Három Szörnyeteg (三獣士; Szandzsúsi; Hepburn: Sanjūshi) nevű csoporttal folytatott küzdelemben. A hatalom, hogy végleg leszámoljon a Night Raiddel, egy hasonlóan erős, teiguhasználókból álló csoportot hoz létre, a Jaegerst (イェーガーズ; Jégázu; Hepburn: Yēgāzu). Vezetőjének a nagy hatalmú és szadisztikus Esdeath tábornokot jelöli ki, további tagjai pedig Wave, a páncélos harcos, Kurome, a nekromanta, aki Akame húga, Dr. Stylish, az őrült tudós, Run, Esdeath személyes tanácsadója, Seryu, az élőteigu-használó és Bols, a lángszóróteigu-használó. Najenda ezalatt Chelsea-vel és Susanoo-val pótolja a Night Raid veszteségeit, Tatsumira pedig rászáll Bulat teiguja.
A forradalom egyre nagyobb lendületet vesz, ezért Honest egy új titkosrendőrséget állít fel, a Wild Huntot, fia, Syura vezetésével. A Wild Hunt súlyosan visszaél hatalmával, ártatlan civileket öl meg saját céljai érdekében és ellenségként kezeli a Jaegerst és a Night Raidet is. Egy Wild Hunt és Jaegers közötti összecsapás után – melyben mindkét fél veszteségeket szenved – Esdeath megzsarolja Honestet, hogy oszlassa fel a Wild Huntot. Közben Lubbock és Tatsumi Syura fogságába esnek, de Lubbock végez Syurával, menekülés közben azonban megölik. Tatsumit halálra ítélik, annak ellenére, hogy Esdeath megpróbálja az oldalára állítani. A Night Raid megmaradt tagjai a kivégzés helyszínére sietnek, hogy megmentsék Tatsumit. Harcba keverednek Budo birodalmi tábornokkal, akit Mine csak azon az áron tud legyőzni, hogy a teiguja megsemmisül, ő pedig kómába zuhan.
Miután a Wild Hunt és a Jaegers megmaradt tagjai meghalnak vagy elmenekülnek a konfliktusból, Esdeath újra tábornokként folytatja küldetését és a fővárost védelmezi, mikor a Forradalmi Hadsereg ostrom alá veszi, hogy Honestet eltávolítsa a hatalomból. Honest utolsóként a császárt is meggyőzi, hogy vesse be a saját teiguját a támadók ellen, s csak Tatsumi önfeláldozásával tudják megállítani. A végső küzdelem Akame és Esdeath között dől el.

## A sorozat megszületése és az alkotói folyamat
Takahirót 2007-ben felkérték, hogy alkosson meg egy mangasorozatot a Square Enix egyik magazinjának. Az alapötlete egy női orgyilkosokból álló csoport volt, amely elfogja a férfi főhőst, akinek ezután együtt kell dolgoznia az orgyilkosokkal. Miután Takahiro szerkesztője elfogadta az ötletet, meg kellett várniuk, míg a kiadó felkészül és végez két másik cím publikálásával. Ezalatt a szerző továbbfejlesztette a szereplőket, a történetet és a sorozat világát. 2009 augusztusában a Madzsi de vatasi ni koi sinaszai! megjelenését követően Takahiro rajzolót keresett sorozatához és Tecuja Tasirót kérte fel hozzá. Takahirónak kedvére való volt, hogy Tecuja tudott gyors iramú akciójeleneteket és aranyos lányokat rajzolni.
A fejezetek megalkotásakor először Takahiro megírja a forgatókönyvet, majd Tasiro kigondolja a panelek elrendezését. Takahiro időnként visszajelzést kap Tasirótól és a szerkesztőtől.

## Médiamegjelenések

### Manga
Az Akame ga Kill! mangasorozatot Takahiro írja és Tasiro Tecuja illusztrálja. Az első fejezet a Square Enix Gekkan Gangan Joker magazinjának 2010 áprilisi számában került publikálásra, amelyet 2010. március 20-tól értékesítettek. A sorozat befejezésére a magazin 2017 januári számában kerül sor, amelyet 2016. december 22-től árusítanak. Az első tankóbon kötet 2010. augusztus 21-én jelent meg a Square Enix kiadásában, és 2016 augusztusáig tizennégy kötetbe gyűjtötték össze a fejezeteket. Az utolsó, tizenötödik kötet megjelenése 2016 telére várható. Észak-Amerikában a Yen Press publikálja 2014 júniusától, az első kötet 2015. január 20-án jelent meg.
Egy előzménytörténet Akame ga Kill! Zero (アカメが斬る！零; Akame ga kiru! Rei) címmel a Gekkan Big Gangan magazin 11. számában debütált 2013. október 25-én. A történetét Takahiro írja, rajzolója Toru Kei. Az első tankóbon kötetet 2014. június 21-én adta ki a Square Enix, 2016 augusztusáig összesen 5 kötet jelent meg. A manga Akame múltjába nyújt betekintést, amikor még a Birodalmat szolgálta orgyilkosként. Az észak-amerikai terjesztésre a Yen Press licencelte 2015 szeptemberében.

### Anime
2014 januárjában jelentették be, hogy a mangából animefeldolgozás készül. A White Fox gyártásában készült sorozatot Kobajasi Tomoki rendezte Uezu Makoto forgatókönyve alapján, amelyet Takahiro is felügyelt. A zenéjét Ivaszaki Taku komponálta. Az anime Japánban 2014. július 7-én indult a Tokyo MX adón, majd röviddel később az MBS, a BS11 és az AT-X is műsorra tűzte, és 2014. december 15-ig 24 epizódon át futott. Az anime jórészt követi a manga cselekményét, melyből az első nyolc kötetet dolgozza fel, a befejezése azonban eltér a mangáétól.
Az animét Észak-Amerikában a Sentai Filmworks licencelte, televízióban az Adult Swim Toonami műsorblokkjában tűzték műsorra 2015. augusztus 8. és 2016. február 20. között, online pedig az az Anime Networkön és Crunchyrollon.
Az animében két nyitó- és két zárófőcímdal hallható. Az első nyitótéma a Skyreach Amamija Szora előadásában, míg az első zárótéma a Konna szekai, siritakunakatta. (こんな世界、知りたくなかった。; Hepburn: Konna sekai, shiritakunakatta.) Szavai Mikutól. Mindkettő az 1–14. epizódig hallható. A fennmaradó epizódok alatt nyitótémaként Majama Rika Liar Mask című dala, zárótémaként pedig a Cuki akari (月灯り; Hepburn: Tsuki akari) Amamija Szorától.
A White Fox a C-Stationnel közösen egy 24, egyenként 1 perces epizódokból álló ONA-sorozatot is készített és tett közzé a hivatalos weboldalon Akame ga Kill! Gekidzsó (アカメが斬る!劇場; Hepburn: Akame ga kiru! Gekijō) címmel, amely a sorozat önparódiája.

## Fogadtatás
2014 végéig a manga első 10 kötetéből 2,1 millió példányt adtak el Japánban. A hetedik kötetből 24 181, a nyolcadikból 37 833 példány kelt el megjelenésük nyitóhetében, ezzel a 38., illetve 20. helyen végzett a japán mangaeladási listán. Az első kötet angol nyelvű változata a 19. helyen végzett a Nielsen BookScan havi felnőttképregény-eladási listáján 2015 februárjában. A manga angol nyelvű kötetei rendszeresen előkelő, első, második, illetve egy esetben negyedik helyen jelentek meg a New York Times Manga Best Sellers listáin. Az Akame ga Kill! Zero első kötete pedig hatodik helyen volt látható.
Kestrel Swift a Fandom Posttól dicsérte az anime első epizódjának rideg és kegyetlen narrációját a korrupcióról, és a White Fox stúdió munkáját. A szereplők kapcsán megjegyezte, hogy kezdetben rideg, távolságtartó figuráknak tűnnek, de fenntartják a néző érdeklődését, hogy többet tudjon meg róluk. Robert Mullarkey az UK Anime Networktől az első hat epizód alapján hasonlóan pozitív kritikát fogalmazott meg az akciójeleneteket és az erőszak, illetve más felkavaró témák, mint a drog és a prostitúció megjelenítését dicsérve, azonban több szereplőt bírált és szerinte az animének el kellett volna határolódnia a vígjátékelemektől. Matt Packard (Anime News Network) az első nyolc epizódot értékelve az összességében „C-” osztályzat mellett „ostobának és gyerekesnek” nevezte a sorozatot, mivel szerinte „nincs semmi felnőttes abban, hogy a gonosz mindig pszichopata vagy hataloméhes formában jelenik meg, vagy hogy az emberek lelketlen orgyilkosokká válnak, mert egyszer valami tragikus történt velük, vagy hogy a fizikailag gyengék sorsa, hogy rabszolgává váljanak és könnyek közt haljanak meg”.
Rebecca Silverman (szintén Anime News Network) a Blu-ray-kiadás ismertetőjében összességében „B” osztályzatot adott az animének. A sorozat legerősebb pontjának azt tartotta, ahogy a főszereplők negatív ellenfelei, Esdeath és emberei teljesen biztosak abban, hogy az „igazság” az ő oldalukon van, s ennek tükrében bármilyen kegyetlenséget is tesznek, az „jó”. A sorozat világa kapcsán, amelyet fantasy klisék és furcsa, realisztikus elemek keverékének érez, nem tudta eldönteni, hogy valóban egy fantasy vagy inkább egy poszt-apokaliptikus világban játszódik-e a sorozat. A szereplők öltözetét tartotta a leginkább kérdésesnek, amelyben iskolai egyenruhák, gótloli öltözetek és csuklyás kabátok furcsa variációi is megtalálhatóak. Nagy hibának találta, hogy a humor és az erőszak egymás mellett sok esetben „nem igazán működik”. Összességében pozitívan vélekedett a párhuzamos történetvezetésről, az „igazság” és a „jófiúk” érdekes fejtegetéséről. Dicsérte a japán és az angol szinkronhangokat és a zenei aláfestést is.

## Fordítás
- Ez a szócikk részben vagy egészben  az   Akame ga Kill! című angol Wikipédia-szócikk ezen változatának fordításán alapul.  Az eredeti cikk szerkesztőit annak laptörténete sorolja fel. Ez a jelzés csupán a megfogalmazás eredetét és a szerzői jogokat jelzi, nem szolgál a cikkben szereplő információk forrásmegjelöléseként.